# ヴィンセント・キャンビー
ヴィンセント・キャンビー（英語: Vincent Canby、1924年7月27日 - 2000年10月15日）は、アメリカ合衆国のイリノイ州シカゴ出身の映画評論家である。『ニューヨーク・タイムズ』で1969年から1990年代まで専属の映画評論家として勤めていた。

## 人生
ヴィンセント・キャンビーは1924年7月27日にアメリカ合衆国のイリノイ州シカゴに生まれた。2000年10月15日にニューヨーク州マンハッタンにて76歳で死去した。

## 映画評論
ヴィンセント・キャンビーはアメリカにおいて最も信頼されていた映画評論家の1人でもあったが、彼が映画に対して付けた点数や評価などにはかなり偏りがあった。なので彼が映画に対して満点を与える事は滅多に無かった。その中でも彼はスタンリー・キューブリック、ウディ・アレン、マーティン・スコセッシ、スパイク・リー、イングマール・ベルイマン、アルフレッド・ヒッチコック、ロバート・アルトマン、マイク・リーなどの監督による映画は一貫して高く評価し続けた。他にもゲイリー・シニーズ監督による「二十日鼠と人間」や（「わらの犬」は酷評したものの）同じサム・ペキンハーの代表作である「ワイルドバンチ」などを大絶賛した。（これらの作品はどちらも満点である。）
日本映画だと小津安二郎の代表的作品「彼岸花」や、森田芳光による「家族ゲーム」を絶賛した。
一方で今では傑作と呼ばれている様な「ゴッドファーザー PART II」、「エクソシスト」、「遊星からの物体X」、「ロッキー」、「ナイト・オブ・ザ・リビングデッド」、「カッコーの巣の上で」、「エイリアン」といった作品などを酷評した。
| 先代 Renata Adler | chief film critic of the New York Times 1969年 — 1994年 | 次代 ジャネット・マスリン |